# Jessicat White
Jessicat Purple（じぇしか ぱーぷる、1986年11月6日 - ）は、日本のファッションモデル、女優、歌手、ダンサー、デザイナー。

## 来歴
パティシエ引退後モデルに転身。
Hair Art Crew 「Hair Jhow」など多数出演。
Body Paintで佐川友星と共演。
東京・名古屋と活動の場を広げ、
その後の経歴は2008年 電撃ネットワーク南部虎弾の誘いを受けパフォーマンスデビュー。
2011年 女優としてABC ・オブ・デス（西村喜廣監督エピソード）に主演。
テキサスでのファンタスティクフェスタ舞台挨拶
、ゆうばり国際ファンタスティック映画祭舞台挨拶、一人演技コンテスト3位受賞など。
カブキロックス氏神一番プロデュースのもとボーカリストとしても活動開始

## 出演
- 2012年 ABC・オブ・デス